# Linea Keisei Kanamachi
La  Linea Keisei Kanamachi (京成金町線?, Keisei Kanamachi-sen), gestita dalle Ferrovie Keisei, è una ferrovia urbana a scartamento normale che collega le stazioni di Keisei-Kanamachi e di Keisei-Takasago, entrambe nel quartiere di Katsushika di Tokyo, in Giappone. La linea è totalmente a binario singolo ed elettrificata a 1500 volt a corrente continua.

## Stazioni
| Num. | Stazione         | Giappone | Distanza interst. | Distanza totale | Collegamenti                         | Binari |
| ---- | ---------------- | -------- | ----------------- | --------------- | ------------------------------------ | ------ |
| KS10 | Keisei-Takasago  | 京成高砂 | -                 | 0,0             | Linea Keisei principale Linea Hokusō | ｜     |
| KS50 | Shibamata        | 柴又     | 1,0               | 1,0             |                                      | ◇      |
| KS51 | Keisei-Kanamachi | 京成金町 | 1,5               | 2,5             | Linea Jōban (Kanamachi)              | ｜     |